# Higini Torras i Majem
Higini Torras i Magem (Olot, Garrotxa, 3 de setembre de 1934 – São Paulo, 16 d'octubre del 1989) va ser un empresari català del sector paperer i bancari.Nascut a Olot i establert a Barcelona

## Biografia
Provenia d'una família empresarial de les terres gironines: el seu pare Joan Torras i Hostench i el seu oncle Francesc introduïren a Europa l'australià eucaliptus amb finalitats comercials, per extreure'n la cel·lulosa i aprofitar-la per a fer paper; crearen l'empresa Torras Hostench, que aplegava les seves dues fàbriques de Sarrià de Ter i de Sant Julià de Ramis. Higini compartia la direcció de la fàbrica paperera de Sarrià amb el seu germà Paulí, però la mort d'aquest el 1970 el deixà sol al capdavant de la societat.
L'empresa Torras Hostench portà a terme un procés d'absorció d'empreses del ram (La Forestal del Sur, La Papelera del Llobregat, Rafael Torras Juvinyà, Papelera de Andalucía) i d'expansió internacional (Torras Brasil), de manera que integrava tot el procés, des de la producció forestal fins a la comercialització del producte. En l'any 1974 produïa un 10% del total de paper i cartró espanyol en el sector de les caixes de cartró ondulat. Torras tenia també una participació majoritària i presidia el vespertí barceloní El Noticiero Universal. El 31 de desembre del 1974 Torras va ser nomenat president del Banco Condal, aleshores en propietat del grup Rumasa; també ocupà el càrrec de vicepresident de Barcelona Centre de Disseny. En l'any 1975 la revista El Fomento de la Producción el nomenà empresari de l'any per la seva actuació en el sector paperer.
En l'any 1975, i en el marc d'una situació global econòmicament complicada, Higini Torras promogué la creació d'un banc industrial, que es denominà successivament Banc de Coordinació Industrial, Banc Industrial dels Pirineus (a partir de 1976 i fins a juny del 1981) i finalment Banc dels Pirineus. L'actuació del banc no va ser especialment inspirada, ja que concentrà les inversions en empreses pròpies o dels seus accionistes, i acabà tancant l'exercici 1981 amb unes pèrdues de 1.320 milions de pessetes. En la crisi bancària dels anys 80, el Banc d'Espanya l'intervingué i el deixà ensorrar; a finals del 1981 va fer suspensió de pagaments, al 27 de maig següent en va ser declarada la insolvència definitiva, i al 83 presentà declaració de fallida voluntària. Aquesta va ser declarada fraudulenta per l'Audiència de Barcelona (1989) i pel Tribunal Suprem (1993) i hom imputà delictes de falsificació i estafa al president i als altres càrrecs del consell del banc.
Higini Torras també s'havia mogut en el món polític. Era membre de l'Opus Dei, i formà part fundacional del Club Catalònia, una societat civil fundada a la tardor del 1975 com a embrió d'un partit polític. Josep Antoni Linati i Higini Torras se n'escindiren per crear el Partit Democràtic Liberal Català que tingué una vida curta (novembre del 1976 - juny del 1977). A les eleccions de 1980, Torras va ser elegit diputat al Parlament de Catalunya en representació de la UCD; al març de 1982 renuncià a l'escó, dimití de la direcció de Torras Hostench (amb unes pèrdues de 1.532 milions de pessetes el 1982) i marxà d'Espanya per establir-se al Brasil. Al març del 1983, l'empresa paperera va fer suspensió de pagaments, amb un passiu de 23.332 milions de pessetes, la més gran a Catalunya fins aleshores.